# Film in 2015
Dit artikel gaat over films uitgebracht in het jaar 2015, filmfestivals en filmprijzen.

## Succesvolste films
De tien films uit 2015 die het meest opbrachten.
| Rang | Titel                                     | Distributeur                        | Opbrengst wereldwijd |
| ---- | ----------------------------------------- | ----------------------------------- | -------------------- |
| 1    | Star Wars: Episode VII: The Force Awakens | Walt Disney Studios Motion Pictures | $ 2.068.223.624      |
| 2    | Jurassic World                            | Universal Pictures                  | $ 1.670.400.637      |
| 3    | Furious 7                                 | Universal Pictures                  | $ 1.515.047.671      |
| 4    | Avengers: Age of Ultron                   | Walt Disney Pictures                | $ 1.405.413.868      |
| 5    | Minions                                   | Universal Pictures                  | $ 1.159.398.397      |
| 6    | Spectre                                   | Sony Pictures                       | $ 880.674.609        |
| 7    | Inside Out                                | Walt Disney Pictures                | $ 856.809.711        |
| 8    | Mission: Impossible – Rogue Nation        | Paramount Pictures                  | $ 682.330.139        |
| 9    | The Hunger Games: Mockingjay - Part 2     | Lionsgate                           | $ 653.428.261        |
| 10   | The Martian                               | 20th Century Fox                    | $ 630.161.890        |

## Filmprijzen
- Uitreiking Golden Globe: 11 januari
- Uitreiking Critics' Choice Awards: 15 januari
- Uitreiking Magritte: 7 februari
- Uitreiking British Academy Film Awards: 7–8 februari
- Uitreiking Satellite Awards: 15 februari
- Uitreiking César: 20 februari
- Uitreiking Golden Raspberry Awards: 21 februari
- Uitreiking Film Independent Spirit Awards: 21 februari
- Uitreiking Academy Awards: 22 februari
- Uitreiking European Film Awards: 12 december

## Filmfestivals
- International Film Festival Rotterdam: 21 januari – 1 februari
- Sundance Film Festival: 22 januari – 1 februari
- Internationaal filmfestival van Berlijn: 5–15 februari
  - Uitreiking Gouden Beer
- Filmfestival van Cannes: 13–24 mei
  - Uitreiking Gouden Palm
- Internationaal filmfestival van Karlsbad: 3–11 juli
- Internationaal filmfestival van Locarno: 5–15 augustus
  - Uitreiking Gouden Luipaard
- Filmfestival van Venetië: 2–12 september
  - Uitreiking Gouden Leeuw
- Internationaal filmfestival van Toronto: 3–13 september
- Film by the Sea Vlissingen: 11–20 september
- Filmfestival Oostende: 11–19 september
- Nederlands Film Festival, Utrecht: 23 september – 2 oktober
  - Uitreiking Gouden Kalf
- Film Fest Gent: 13–24 oktober
- Internationaal filmfestival van Rome: 16–24 oktober

## Lijst van films
Films die in 2015 zijn uitgebracht:
| Verschijningsdatum | Titel                                                         | Land                                                        | Opmerking                                                                               |
| ------------------ | ------------------------------------------------------------- | ----------------------------------------------------------- | --------------------------------------------------------------------------------------- |
| 1 januari 2015     | Sneeuwwitje en de zeven kleine mensen                         | Nederland                                                   | Televisiefilm                                                                           |
| 1 januari 2015     | The Woman in Black: Angel of Death                            | Verenigd Koninkrijk                                         |                                                                                         |
| 8 januari 2015     | Blackhat                                                      | Verenigde Staten                                            | TCL Chinese Theatre (Los Angeles)                                                       |
| 9 januari 2015     | Bound                                                         | Verenigde Staten                                            |                                                                                         |
| 9 januari 2015     | Dark Summer                                                   | Verenigde Staten                                            |                                                                                         |
| 14 januari 2015    | Wild Card                                                     | Verenigde Staten                                            |                                                                                         |
| 16 januari 2015    | Papa ou Maman                                                 | Frankrijk                                                   | Festival international du film de comédie de l'Alpe d'Huez                              |
| 16 januari 2015    | Vice                                                          | Verenigde Staten                                            |                                                                                         |
| 16 januari 2015    | The Phoenix Project                                           | Verenigde Staten                                            |                                                                                         |
| 16 januari 2015    | The Wedding Ringer                                            | Verenigde Staten                                            |                                                                                         |
| 17 januari 2015    | Les Gorilles                                                  | Frankrijk                                                   | Festival international du film de comédie de l'Alpe d'Huez                              |
| 17 januari 2015    | Sunny Side Up                                                 | Nederland                                                   | televisiefilm                                                                           |
| 20 januari 2015    | Homies                                                        | Nederland                                                   |                                                                                         |
| 21 januari 2015    | Mortdecai                                                     | Verenigde Staten                                            |                                                                                         |
| 21 januari 2015    | Ex Machina                                                    | Verenigd Koninkrijk                                         |                                                                                         |
| 22 januari 2015    | The Bronze                                                    | Verenigde Staten                                            | Sundance Film Festival                                                                  |
| 22 januari 2015    | Sangaïlé (The Summer of Sangaile)                             | Litouwen / Frankrijk / Nederland                            | Sundance Film Festival                                                                  |
| 23 januari 2015    | The Atticus Institute                                         | Verenigde Staten                                            |                                                                                         |
| 23 januari 2015    | A Walk in the Woods                                           | Verenigde Staten                                            | Sundance Film Festival                                                                  |
| 23 januari 2015    | The Boy Next Door                                             | Verenigde Staten                                            |                                                                                         |
| 23 januari 2015    | Chorus                                                        | Canada                                                      | Sundance Film Festival                                                                  |
| 23 januari 2015    | The D Train                                                   | Verenigde Staten                                            | Sundance Film Festival                                                                  |
| 23 januari 2015    | The End of the Tour                                           | Verenigde Staten                                            | Sundance Film Festival                                                                  |
| 23 januari 2015    | Knock Knock                                                   | Verenigde Staten                                            | Sundance Film Festival                                                                  |
| 23 januari 2015    | De nærmeste (Homesick)                                        | Noorwegen                                                   | Sundance Film Festival                                                                  |
| 23 januari 2015    | The Overnight                                                 | Verenigde Staten                                            | Sundance Film Festival                                                                  |
| 23 januari 2015    | Stockholm, Pennsylvania                                       | Verenigde Staten                                            | Sundance Film Festival                                                                  |
| 23 januari 2015    | Strangerland                                                  | Australië / Ierland                                         | Sundance Film Festival                                                                  |
| 23 januari 2015    | Ten Thousand Saints                                           | Verenigde Staten                                            | Sundance Film Festival                                                                  |
| 23 januari 2015    | True Story                                                    | Verenigde Staten                                            | Sundance Film Festival                                                                  |
| 24 januari 2015    | Cop Car                                                       | Verenigde Staten                                            | Sundance Film Festival                                                                  |
| 24 januari 2015    | The Diary of a Teenage Girl                                   | Verenigde Staten                                            | Sundance Film Festival                                                                  |
| 24 januari 2015    | Dope                                                          | Verenigde Staten                                            | Sundance Film Festival                                                                  |
| 24 januari 2015    | Hot Girls Wanted                                              | Verenigde Staten                                            | Sundance Film Festival (documentaire)                                                   |
| 24 januari 2015    | Mississippi Grind                                             | Verenigde Staten                                            | Sundance Film Festival                                                                  |
| 24 januari 2015    | Mistress America                                              | Verenigde Staten                                            | Sundance Film Festival                                                                  |
| 24 januari 2015    | Nasty Baby                                                    | Chili / Verenigde Staten                                    | Sundance Film Festival                                                                  |
| 24 januari 2015    | Shaun the Sheep                                               | Verenigd Koninkrijk / Frankrijk                             | Sundance Film Festival                                                                  |
| 24 januari 2015    | Sleeping with Other People                                    | Verenigde Staten                                            | Sundance Film Festival                                                                  |
| 24 januari 2015    | Slow West                                                     | Verenigd Koninkrijk / Nieuw-Zeeland                         | Sundance Film Festival Winnaar World Cinema Grand Jury Prize: Dramatic                  |
| 24 januari 2015    | Umrika                                                        | India                                                       | Sundance Film Festival                                                                  |
| 24 januari 2015    | Z for Zachariah                                               | Verenigde Staten                                            | Sundance Film Festival                                                                  |
| 24 januari 2015    | Batkid Begins                                                 | Verenigde Staten                                            | Slamdance Film Festival                                                                 |
| 25 januari 2015    | Experimenter                                                  | Verenigde Staten                                            | Sundance Film Festival                                                                  |
| 25 januari 2015    | I dine hænder                                                 | Denemarken                                                  | Internationaal filmfestival van Göteborg Dragon Award Best Nordic Film 2015             |
| 25 januari 2015    | I Smile Back                                                  | Verenigde Staten                                            | Sundance Film Festival                                                                  |
| 25 januari 2015    | Last Days in the Desert                                       | Verenigde Staten                                            | Sundance Film Festival                                                                  |
| 25 januari 2015    | Me and Earl and the Dying Girl                                | Verenigde Staten                                            | Sundance Film Festival Winnaar U.S. Grand Jury Prize: Dramatic                          |
| 25 januari 2015    | Partisan                                                      | Australië                                                   | Sundance Film Festival                                                                  |
| 25 januari 2015    | Que Horas Ela Volta? (The Second Mother)                      | Brazilië                                                    | Sundance Film Festival                                                                  |
| 25 januari 2015    | Unexpected                                                    | Verenigde Staten                                            | Sundance Film Festival                                                                  |
| 25 januari 2015    | The Wolfpack                                                  | Verenigde Staten                                            | Sundance Film Festival Winnaar U.S. Documentary Grand Jury Prize                        |
| 26 januari 2015    | Advantageous                                                  | Verenigde Staten                                            | Sundance Film Festival                                                                  |
| 26 januari 2015    | Bob and the Trees                                             | Verenigde Staten / Frankrijk                                | Sundance Film Festival Winnaar Kristallen Bol                                           |
| 26 januari 2015    | Brooklyn                                                      | Verenigd Koninkrijk / Ierland / Canada                      | Sundance Film Festival                                                                  |
| 26 januari 2015    | Cloro                                                         | Italië                                                      | Sundance Film Festival                                                                  |
| 26 januari 2015    | Digging for Fire                                              | Verenigde Staten                                            | Sundance Film Festival                                                                  |
| 26 januari 2015    | Michiel de Ruyter                                             | Nederland                                                   | Scheepvaartmuseum Amsterdam                                                             |
| 26 januari 2015    | People, Places, Things                                        | Verenigde Staten                                            | Sundance Film Festival                                                                  |
| 26 januari 2015    | Sarmaşık (Ivy)                                                | Turkije                                                     | Sundance Film Festival                                                                  |
| 26 januari 2015    | The Stanford Prison Experiment                                | Verenigde Staten                                            | Sundance Film Festival                                                                  |
| 27 januari 2015    | I'll See You in My Dreams                                     | Verenigde Staten                                            | Sundance Film Festival                                                                  |
| 27 januari 2015    | Jupiter Ascending                                             | Verenigde Staten                                            | Sundance Film Festival                                                                  |
| 27 januari 2015    | Results                                                       | Verenigde Staten                                            | Sundance Film Festival                                                                  |
| 27 januari 2015    | Songs My Brothers Taught Me                                   | Verenigde Staten                                            | Sundance Film Festival                                                                  |
| 27 januari 2015    | The Witch                                                     | Verenigde Staten / Canada                                   | Sundance Film Festival                                                                  |
| 27 januari 2015    | Zipper                                                        | Verenigde Staten                                            | Sundance Film Festival                                                                  |
| 28 januari 2015    | Don Verdean                                                   | Verenigde Staten                                            | Sundance Film Festival                                                                  |
| 28 januari 2015    | Project Almanac                                               | Verenigde Staten                                            |                                                                                         |
| 28 januari 2015    | The SpongeBob Movie: Sponge Out of Water                      | Verenigde Staten                                            |                                                                                         |
| 29 januari 2015    | I Am Michael                                                  | Verenigde Staten                                            | Sundance Film Festival                                                                  |
| 30 januari 2015    | Grandma                                                       | Verenigde Staten                                            | Sundance Film Festival                                                                  |
| 30 januari 2015    | Lila & Eve                                                    | Verenigde Staten                                            | Sundance Film Festival                                                                  |
| 30 januari 2015    | Seoul Searching                                               | Verenigde Staten / Zuid-Korea                               | Sundance Film Festival                                                                  |
| 4 februari 2015    | Jack bestelt een broertje                                     | Nederland                                                   |                                                                                         |
| 5 februari 2015    | Nadie quiere la noche (Nobody Wants the Night)                | Spanje / Frankrijk / Bulgarije                              | Internationaal filmfestival van Berlijn                                                 |
| 6 februari 2015    | 45 Years                                                      | Verenigd Koninkrijk                                         | Internationaal filmfestival van Berlijn                                                 |
| 6 februari 2015    | Prins                                                         | Nederland                                                   | Internationaal filmfestival van Berlijn                                                 |
| 6 februari 2015    | Queen of the Desert                                           | Verenigde Staten                                            | Internationaal filmfestival van Berlijn                                                 |
| 6 februari 2015    | Taxi                                                          | Iran                                                        | Internationaal filmfestival van Berlijn Winnaar Gouden Beer                             |
| 7 februari 2015    | Dames 4                                                       | Nederland                                                   | televisiefilm                                                                           |
| 7 februari 2015    | Victoria                                                      | Duitsland                                                   | Internationaal filmfestival van Berlijn                                                 |
| 7 februari 2015    | Ixcanul                                                       | Guatemala / Frankrijk                                       | Internationaal filmfestival van Berlijn                                                 |
| 7 februari 2015    | Journal d'une femme de chambre                                | Frankrijk / België                                          | Internationaal filmfestival van Berlijn                                                 |
| 8 februari 2015    | Knight of Cups                                                | Verenigde Staten                                            | Internationaal filmfestival van Berlijn                                                 |
| 8 februari 2015    | Mr. Holmes                                                    | Verenigd Koninkrijk                                         | Internationaal filmfestival van Berlijn                                                 |
| 8 februari 2015    | El botón de nácar (The Pearl Button)                          | Frankrijk / Chili / Spanje                                  | Internationaal filmfestival van Berlijn                                                 |
| 9 februari 2015    | Als wir träumten                                              | Duitsland / Frankrijk                                       | Internationaal filmfestival van Berlijn                                                 |
| 9 februari 2015    | Ciało (Body)                                                  | Polen                                                       | Internationaal filmfestival van Berlijn                                                 |
| 9 februari 2015    | El club                                                       | Chili                                                       | Internationaal filmfestival van Berlijn Winnaar Grote prijs van de jury (Zilveren Beer) |
| 9 februari 2015    | Woman in Gold                                                 | Verenigde Staten / Verenigd Koninkrijk                      | Internationaal filmfestival van Berlijn                                                 |
| 10 februari 2015   | Every Thing Will Be Fine                                      | Duitsland / Canada / Frankrijk / Zweden / Noorwegen         | Internationaal filmfestival van Berlijn                                                 |
| 10 februari 2015   | Pod elektritsjeskimi oblakami (Under Electric Clouds)         | Rusland / Oekraïne / Polen                                  | Internationaal filmfestival van Berlijn                                                 |
| 11 februari 2015   | Aferim!                                                       | Roemenië / Bulgarije / Tsjechië                             | Internationaal filmfestival van Berlijn                                                 |
| 11 februari 2015   | Eisenstein in Guanajuato                                      | Nederland / Mexico / Finland / België                       | Internationaal filmfestival van Berlijn                                                 |
| 11 februari 2015   | Fifty Shades of Grey                                          | Verenigde Staten                                            |                                                                                         |
| 12 februari 2015   | The DUFF                                                      | Verenigde Staten                                            | Los Angeles                                                                             |
| 12 februari 2015   | Elser (13 Minutes)                                            | Duitsland                                                   | Internationaal filmfestival van Berlijn                                                 |
| 12 februari 2015   | Vergine giurata (Sworn Virgin)                                | Italië / Zwitserland / Duitsland / Albanië / Kosovo         | Internationaal filmfestival van Berlijn                                                 |
| 13 februari 2015   | Ten no Chasuke (Chasuke's Journey)                            | Japan / Frankrijk                                           | Internationaal filmfestival van Berlijn                                                 |
| 13 februari 2015   | Cha và con và (Big Father, Small Father and Other Stories)    | Vietnam / Frankrijk / Duitsland / Nederland                 | Internationaal filmfestival van Berlijn                                                 |
| 13 februari 2015   | Cinderella                                                    | Verenigde Staten / Verenigd Koninkrijk                      | Internationaal filmfestival van Berlijn                                                 |
| 16 februari 2015   | The Gunman                                                    | Verenigde Staten / Verenigd Koninkrijk / Spanje / Frankrijk | Londen                                                                                  |
| 19 februari 2015   | Boy 7                                                         | Nederland                                                   |                                                                                         |
| 19 februari 2015   | Kobry a ažovsky (The Snake Brothers)                          | Tsjechië                                                    |                                                                                         |
| 19 februari 2015   | Wolf Totem                                                    | China / Frankrijk                                           |                                                                                         |
| 20 februari 2015   | McFarland, USA                                                | Verenigde Staten                                            |                                                                                         |
| 23 februari 2015   | Pressure                                                      | Verenigd Koninkrijk                                         | Glasgow Film Festival                                                                   |
| 26 februari 2015   | Focus                                                         | Verenigde Staten                                            |                                                                                         |
| 26 februari 2015   | Ooops! Noah is Gone...                                        | Duitsland / België / Luxemburg / Ierland                    | Filmfestival van Luxemburg                                                              |
| 26 februari 2015   | The Second Best Exotic Marigold Hotel                         | Verenigd Koninkrijk                                         |                                                                                         |
| 3 maart 2015       | Piepkuikens                                                   | Nederland                                                   |                                                                                         |
| 4 maart 2015       | Chappie                                                       | Verenigde Staten                                            |                                                                                         |
| 6 maart 2015       | La delgada línea amarilla                                     | Mexico                                                      |                                                                                         |
| 6 maart 2015       | Kidnapping Mr. Heineken                                       | Verenigde Staten / Verenigd Koninkrijk / Nederland / België |                                                                                         |
| 7 maart 2015       | Home                                                          | Verenigde Staten                                            | Boulder International Film Festival                                                     |
| 11 maart 2015      | Run All Night                                                 | Verenigde Staten                                            |                                                                                         |
| 11 maart 2015      | The Divergent Series: Insurgent                               | Verenigde Staten                                            | Londen                                                                                  |
| 13 maart 2015      | Miekkailija (The Fencer)                                      | Finland / Duitsland / Estland                               |                                                                                         |
| 14 maart 2015      | Bone in the Throat                                            | Verenigde Staten / Verenigd Koninkrijk                      | South by Southwest Film Festival                                                        |
| 14 maart 2015      | Hello, My Name Is Doris                                       | Verenigde Staten                                            | South by Southwest Film Festival                                                        |
| 14 maart 2015      | Moonwalkers                                                   | Frankrijk                                                   | South by Southwest Film Festival                                                        |
| 14 maart 2015      | Ultraman Ginga S: The Movie                                   | Japan                                                       |                                                                                         |
| 15 maart 2015      | Spy                                                           | Verenigde Staten                                            | South by Southwest Film Festival                                                        |
| 16 maart 2015      | Furious 7                                                     | Verenigde Staten                                            | South by Southwest Film Festival                                                        |
| 16 maart 2015      | Trainwreck                                                    | Verenigde Staten                                            | South by Southwest Film Festival                                                        |
| 20 maart 2015      | Danny Collins                                                 | Verenigde Staten                                            |                                                                                         |
| 20 maart 2015      | Kocan Kadar Konuş                                             | Turkije                                                     |                                                                                         |
| 26 maart 2015      | The Challenger                                                | Verenigde Staten                                            | Gasparilla International Film Festival                                                  |
| 31 maart 2015      | Dark Places                                                   | Verenigde Staten                                            |                                                                                         |
| 1 april 2015       | Nackt unter Wölfen                                            | Duitsland                                                   | Televisiefilm                                                                           |
| 2 april 2015       | Bloed, zweet & tranen                                         | Nederland                                                   |                                                                                         |
| 8 april 2015       | Pourquoi j'ai pas mangé mon père                              | Frankrijk / Italië / China / België                         | Animatiefilm                                                                            |
| 8 april 2015       | The Age of Adaline                                            | Verenigde Staten                                            |                                                                                         |
| 9 april 2015       | Paul Blart: Mall Cop 2                                        | Verenigde Staten                                            |                                                                                         |
| 10 april 2015      | The Longest Ride                                              | Verenigde Staten                                            |                                                                                         |
| 12 april 2015      | Frankenstein                                                  | Verenigde Staten                                            | Brussels International Festival of Fantastic Film                                       |
| 13 april 2015      | Avengers: Age of Ultron                                       | Verenigde Staten                                            | Los Angeles                                                                             |
| 14 april 2015      | The Man with the Iron Fists 2                                 | Verenigde Staten                                            |                                                                                         |
| 15 april 2015      | Child 44                                                      | Verenigde Staten / Verenigd Koninkrijk                      |                                                                                         |
| 15 april 2015      | De ontsnapping                                                | Nederland                                                   | Filmfestival Zeeuws-Vlaanderen                                                          |
| 17 april 2015      | Far from the Madding Crowd                                    | Verenigd Koninkrijk / Verenigde Staten                      | Internationaal filmfestival van Istanboel                                               |
| 17 april 2015      | King Jack                                                     | Verenigde Staten                                            | Tribeca Film Festival                                                                   |
| 17 april 2015      | Safelight                                                     | Verenigde Staten                                            | Filmfestival van Nashville                                                              |
| 19 april 2015      | De Boskampi's                                                 | Nederland                                                   | Filmfestival Zeeuws-Vlaanderen                                                          |
| 24 april 2015      | Solace                                                        | Verenigde Staten                                            |                                                                                         |
| 29 april 2015      | Nos femmes                                                    | Frankrijk                                                   |                                                                                         |
| 4 mei 2015         | La tierra roja                                                | België                                                      |                                                                                         |
| 7 mei 2015         | Mad Max: Fury Road                                            | Australië                                                   | TCL Chinese Theatre                                                                     |
| 8 mei 2015         | A Royal Night Out                                             | Verenigd Koninkrijk                                         |                                                                                         |
| 8 mei 2015         | Spooks: The Greater Good                                      | Verenigd Koninkrijk                                         |                                                                                         |
| 9 mei 2015         | Project T (aka: Tomorrowland)                                 | Verenigde Staten                                            | Anaheim                                                                                 |
| 13 mei 2015        | La Tête haute                                                 | Frankrijk                                                   | Filmfestival van Cannes (openingsfilm)                                                  |
| 14 mei 2015        | An (あん) (Sweet Red Bean Paste)                              | Japan                                                       | Filmfestival van Cannes Un certain regard                                               |
| 14 mei 2015        | Sleeping Giant                                                | Canada                                                      | Filmfestival van Cannes Semaine de la critique                                          |
| 14 mei 2015        | Umimachi diary                                                | Japan                                                       | Filmfestival van Cannes                                                                 |
| 14 mei 2015        | Un etaj mai jos (One Floor Below)                             | Roemenië                                                    | Filmfestival van Cannes Un certain regard                                               |
| 14 mei 2015        | Ventoux                                                       | Nederland                                                   |                                                                                         |
| 15 mei 2015        | Les Anarchistes                                               | Frankrijk                                                   | Filmfestival van Cannes Semaine de la critique                                          |
| 15 mei 2015        | Chauthi koot (The Fourth Direction)                           | India                                                       | Filmfestival van Cannes Un certain regard                                               |
| 15 mei 2016        | Las elegidas                                                  | Mexico                                                      | Filmfestival van Cannes Un certain regard                                               |
| 15 mei 2015        | Hrútar                                                        | IJsland                                                     | Filmfestival van Cannes Un certain regard                                               |
| 15 mei 2015        | The Lobster                                                   | Griekenland                                                 | Filmfestival van Cannes                                                                 |
| 15 mei 2015        | La patota                                                     | Argentinië / Brazilië / Frankrijk                           | Filmfestival van Cannes Semaine de la critique                                          |
| 15 mei 2015        | Saul fia                                                      | Hongarije                                                   | Filmfestival van Cannes                                                                 |
| 15 mei 2015        | Irrational Man                                                | Verenigde Staten                                            | Filmfestival van Cannes                                                                 |
| 16 mei 2015        | Amy                                                           | Verenigd Koninkrijk / India                                 | Filmfestival van Cannes                                                                 |
| 16 mei 2015        | Maryland (Disorder)                                           | Frankrijk / België                                          | Filmfestival van Cannes Un certain regard                                               |
| 16 mei 2015        | Mia madre                                                     | Italië                                                      | Filmfestival van Cannes                                                                 |
| 16 mei 2015        | Ni le ciel ni la terre                                        | Frankrijk / België                                          | Filmfestival van Cannes Semaine de la critique                                          |
| 16 mei 2015        | The Sea of Trees                                              | Verenigde Staten                                            | Filmfestival van Cannes                                                                 |
| 17 mei 2015        | Mon roi                                                       | Frankrijk                                                   | Filmfestival van Cannes                                                                 |
| 17 mei 2015        | Carol                                                         | Verenigde Staten / Verenigd Koninkrijk                      | Filmfestival van Cannes                                                                 |
| 17 mei 2015        | Le Tout Nouveau Testament                                     | België / Frankrijk / Luxemburg                              | Filmfestival van Cannes Quinzaine des réalisateurs                                      |
| 17 mei 2015        | Kishibe no tabi (岸辺の旅) (Journey to the Shore)             | Japan                                                       | Filmfestival van Cannes Un certain regard                                               |
| 17 mei 2015        | Zvizdan (The High Sun)                                        | Kroatië                                                     | Filmfestival van Cannes Un certain regard                                               |
| 18 mei 2015        | Les Deux Amis                                                 | Frankrijk                                                   | Filmfestival van Cannes Semaine de la critique                                          |
| 18 mei 2015        | La Loi du marché                                              | Frankrijk                                                   | Filmfestival van Cannes                                                                 |
| 18 mei 2015        | Louder than Bombs                                             | Noorwegen                                                   | Filmfestival van Cannes                                                                 |
| 18 mei 2015        | Inside Out                                                    | Verenigde Staten                                            | Filmfestival van Cannes                                                                 |
| 18 mei 2015        | La tierra y la sombra                                         | Colombia / Frankrijk / Nederland / Chili / Brazilië         | Filmfestival van Cannes Semaine de la critique                                          |
| 18 mei 2015        | Les Cowboys                                                   | Frankrijk                                                   | Filmfestival van Cannes Quinzaine des réalisateurs                                      |
| 19 mei 2015        | Much Loved                                                    | Frankrijk / Marokko                                         | Filmfestival van Cannes Quinzaine des réalisateurs                                      |
| 19 mei 2015        | Mustang                                                       | Frankrijk / Duitsland / Turkije                             | Filmfestival van Cannes Quinzaine des réalisateurs                                      |
| 19 mei 2015        | Marguerite et Julien                                          | Frankrijk                                                   | Filmfestival van Cannes                                                                 |
| 19 mei 2015        | Sicario                                                       | Verenigde Staten                                            | Filmfestival van Cannes                                                                 |
| 19 mei 2015        | Taklub (Trap)                                                 | Filipijnen                                                  | Filmfestival van Cannes Un certain regard                                               |
| 20 mei 2015        | Fatima                                                        | Frankrijk                                                   | Filmfestival van Cannes Quinzaine des réalisateurs                                      |
| 20 mei 2015        | Shan he gu ren (Mountains May Depart)                         | China                                                       | Filmfestival van Cannes                                                                 |
| 20 mei 2015        | La giovinezza                                                 | Italië                                                      | Filmfestival van Cannes                                                                 |
| 20 mei 2015        | Love                                                          | Frankrijk                                                   | Filmfestival van Cannes                                                                 |
| 20 mei 2015        | Madonna                                                       | Zuid-Korea                                                  | Filmfestival van Cannes Un certain regard                                               |
| 20 mei 2015        | Poltergeist                                                   | Verenigde Staten                                            |                                                                                         |
| 20 mei 2015        | Trois souvenirs de ma jeunesse                                | Frankrijk                                                   | Filmfestival van Cannes Quinzaine des réalisateurs                                      |
| 21 mei 2015        | Dheepan                                                       | Frankrijk                                                   | Filmfestival van Cannes Winnaar Gouden Palm                                             |
| 21 mei 2015        | Efterskalv                                                    | Zweden / Polen / Frankrijk                                  | Filmfestival van Cannes Quinzaine des réalisateurs                                      |
| 21 mei 2015        | Nie yin niang (The Assassin)                                  | Taiwan                                                      | Filmfestival van Cannes                                                                 |
| 21 mei 2015        | De surprise                                                   | Nederland / België / Duitsland / Ierland                    |                                                                                         |
| 21 mei 2015        | San Andreas                                                   | Verenigde Staten                                            | Londen                                                                                  |
| 21 mei 2015        | Survivor                                                      | Verenigde Staten / Verenigd Koninkrijk                      |                                                                                         |
| 22 mei 2015        | Chronic                                                       | Verenigde Staten                                            | Filmfestival van Cannes                                                                 |
| 22 mei 2015        | The Human Centipede III (Final Sequence)                      | Verenigde Staten                                            |                                                                                         |
| 22 mei 2015        | Il racconto dei racconti                                      | Italië                                                      | Filmfestival van Cannes                                                                 |
| 22 mei 2015        | Valley of Love                                                | Frankrijk                                                   | Filmfestival van Cannes                                                                 |
| 22 mei 2015        | The Little Prince                                             | Frankrijk                                                   | Filmfestival van Cannes                                                                 |
| 23 mei 2015        | Macbeth                                                       | Verenigd Koninkrijk                                         | Filmfestival van Cannes                                                                 |
| 24 mei 2015        | La Glace et le Ciel                                           | Frankrijk                                                   | Filmfestival van Cannes (slotfilm)                                                      |
| 28 mei 2015        | Aloha                                                         | Verenigde Staten                                            |                                                                                         |
| 28 mei 2015        | Circle                                                        | Verenigde Staten                                            | Internationaal filmfestival van Seattle                                                 |
| 28 mei 2015        | Kung Fury                                                     | Zweden                                                      |                                                                                         |
| 28 mei 2015        | Insidious: Chapter 3                                          | Verenigde Staten                                            |                                                                                         |
| 28 mei 2015        | Schneider vs. Bax                                             | Nederland                                                   |                                                                                         |
| 4 juni 2015        | Rendez-vous                                                   | Nederland                                                   |                                                                                         |
| 10 juni 2015       | Jurassic World                                                | Verenigde Staten                                            |                                                                                         |
| 11 juni 2015       | Minions                                                       | Verenigde Staten                                            | Londen                                                                                  |
| 13 juni 2015       | Band of Robbers                                               | Verenigde Staten                                            | Filmfestival van Los Angeles                                                            |
| 15 juni 2015       | Southpaw                                                      | Verenigde Staten                                            | Internationaal filmfestival van Shanghai                                                |
| 17 juni 2015       | The Magic Mountain (La Montagne magique)                      | Roemenië / Frankrijk / Polen                                | Festival international du film d'animation d'Annecy                                     |
| 18 juni 2015       | Paper Towns                                                   | Verenigde Staten                                            |                                                                                         |
| 18 juni 2015       | SpangaS in actie                                              | Nederland                                                   |                                                                                         |
| 21 juni 2015       | Terminator Genisys                                            | Verenigde Staten                                            | Berlijn                                                                                 |
| 23 juni 2015       | Curious George 3: Back to the Jungle                          | Verenigde Staten                                            | Animatiefilm                                                                            |
| 24 juni 2015       | Ted 2                                                         | Verenigde Staten                                            | New York                                                                                |
| 24 juni 2015       | Code M                                                        | Nederland                                                   |                                                                                         |
| 26 juni 2015       | Max                                                           | Verenigde Staten                                            |                                                                                         |
| 27 juni 2015       | Heil                                                          | Duitsland                                                   | Filmfest München                                                                        |
| 28 juni 2015       | Babai                                                         | Duitsland / Kosovo / Macedonië / Frankrijk                  | Filmfest München                                                                        |
| 29 juni 2015       | Ant-Man                                                       | Verenigde Staten                                            | Dolby Theatre (Los Angeles)                                                             |
| 1 juli 2015        | Lee & Cindy C.                                                | België                                                      |                                                                                         |
| 2 juli 2015        | Guldkysten                                                    | Denemarken                                                  |                                                                                         |
| 4 juli 2015        | Antonia                                                       | Italië / Griekenland                                        | Internationaal filmfestival van Karlsbad                                                |
| 5 juli 2015        | Domácí péče (Home Care)                                       | Tsjechië / Slowakije                                        | Internationaal filmfestival van Karlsbad                                                |
| 5 juli 2015        | Pesn pesney (Song of Songs)                                   | Oekraïne                                                    | Internationaal filmfestival van Karlsbad                                                |
| 6 juli 2015        | Le Bruit des arbres                                           | Canada                                                      | Internationaal filmfestival van Karlsbad                                                |
| 6 juli 2015        | Czerwony Pająk (The Red Spider)                               | Tsjechië / Slowakije                                        | Internationaal filmfestival van Karlsbad                                                |
| 7 juli 2015        | Box                                                           | Roemenië / Duitsland / Frankrijk                            | Internationaal filmfestival van Karlsbad                                                |
| 8 juli 2015        | Jeder der fällt hat Flügel                                    | Oostenrijk                                                  | Internationaal filmfestival van Karlsbad                                                |
| 10 juli 2015       | Self/less                                                     | Verenigde Staten                                            |                                                                                         |
| 16 juli 2015       | De reünie                                                     | Nederland                                                   |                                                                                         |
| 16 juli 2015       | Pixels                                                        | Verenigde Staten                                            |                                                                                         |
| 22 juli 2015       | The Vatican Tapes                                             | Verenigde Staten                                            |                                                                                         |
| 29 juli 2015       | Vacation                                                      | Verenigde Staten                                            |                                                                                         |
| 30 juli 2015       | Mission: Impossible – Rogue Nation                            | Verenigde Staten                                            |                                                                                         |
| 31 juli 2015       | Descendants                                                   | Verenigde Staten                                            | Televisiefilm                                                                           |
| 5 augustus 2015    | Fantastic Four                                                | Verenigde Staten                                            |                                                                                         |
| 5 augustus 2015    | Kill Your Friends                                             | Verenigd Koninkrijk                                         | Fantasy Filmfest                                                                        |
| 5 augustus 2015    | Paradise Trips                                                | België                                                      |                                                                                         |
| 5 augustus 2015    | Ricki and the Flash                                           | Verenigde Staten                                            | Internationaal filmfestival van Locarno (openingsfilm)                                  |
| 5 augustus 2015    | Howl                                                          | Verenigd Koninkrijk                                         | Fantasy Filmfest                                                                        |
| 6 augustus 2015    | La Belle Saison                                               | Frankrijk                                                   | Internationaal filmfestival van Locarno                                                 |
| 6 augustus 2015    | Comeback                                                      | Denemarken                                                  |                                                                                         |
| 7 augustus 2015    | Keeper                                                        | België / Zwitserland / Frankrijk                            | Internationaal filmfestival van Locarno                                                 |
| 7 augustus 2015    | Der Staat gegen Fritz Bauer                                   | Duitsland                                                   | Internationaal filmfestival van Locarno                                                 |
| 13 augustus 2015   | Right Now, Wrong Then (Jigeum-eun matgo geuttaeneun teullida) | Zuid-Korea                                                  | Internationaal filmfestival van Locarno Winnaar Gouden Luipaard                         |
| 13 augustus 2015   | El Clan                                                       | Argentinië / Spanje                                         |                                                                                         |
| 14 augustus 2015   | Straight Outta Compton                                        | Verenigde Staten                                            |                                                                                         |
| 14 augustus 2015   | The Man from U.N.C.L.E.                                       | Verenigde Staten                                            |                                                                                         |
| 19 augustus 2015   | Sinister 2                                                    | Verenigde Staten                                            |                                                                                         |
| 21 augustus 2015   | Hitman: Agent 47                                              | Verenigde Staten / Duitsland                                |                                                                                         |
| 24 augustus 2015   | Robert                                                        | Verenigd Koninkrijk                                         |                                                                                         |
| 24 augustus 2015   | Tiger House                                                   | Verenigd Koninkrijk / Zuid-Afrika                           |                                                                                         |
| 25 augustus 2015   | The Transporter Refueled                                      | Frankrijk / China                                           | New York                                                                                |
| 26 augustus 2015   | No Escape                                                     | Verenigde Staten                                            |                                                                                         |
| 27 augustus 2015   | Un début prometteur                                           | Frankrijk                                                   | Festival du Film Francophone d'Angoulême                                                |
| 31 augustus 2015   | Curve                                                         | Verenigde Staten                                            | Film4 FrightFest                                                                        |
| 1 september 2015   | Galloping Mind                                                | België                                                      |                                                                                         |
| 2 september 2015   | Everest                                                       | Verenigde Staten                                            | Filmfestival van Venetië (openingsfilm)                                                 |
| 2 september 2015   | The Perfect Guy                                               | Verenigde Staten                                            | Los Angeles                                                                             |
| 3 september 2015   | Beasts of No Nation                                           | Verenigde Staten                                            | Filmfestival van Venetië                                                                |
| 3 september 2015   | Legend                                                        | Verenigd Koninkrijk                                         | Londen                                                                                  |
| 3 september 2015   | Looking for Grace                                             | Australië                                                   | Filmfestival van Venetië                                                                |
| 3 september 2015   | Spotlight                                                     | Verenigde Staten                                            | Filmfestival van Venetië                                                                |
| 4 september 2015   | Black Mass                                                    | Verenigde Staten                                            | Filmfestival van Venetië                                                                |
| 4 september 2015   | Marguerite                                                    | Frankrijk / Tsjechië / België                               | Filmfestival van Venetië                                                                |
| 4 september 2015   | Francofonia                                                   | Frankrijk / Duitsland / Nederland                           | Filmfestival van Venetië                                                                |
| 4 september 2015   | Kalo Pothi (The Black Hen)                                    | Nepal / Frankrijk / Duitsland / Zwitserland                 | Filmfestival van Venetië                                                                |
| 4 september 2015   | Room                                                          | Canada / Ierland / Verenigde Staten / Verenigd Koninkrijk   | Telluride Film Festival People's Choise Award Toronto                                   |
| 4 september 2015   | Suffragette                                                   | Verenigd Koninkrijk                                         | Telluride Film Festival                                                                 |
| 5 september 2015   | The Danish Girl                                               | Verenigde Staten / Verenigd Koninkrijk                      | Filmfestival van Venetië                                                                |
| 5 september 2015   | Steve Jobs                                                    | Verenigde Staten                                            | Telluride Film Festival                                                                 |
| 5 september 2015   | Equals                                                        | Verenigde Staten                                            | Filmfestival van Venetië                                                                |
| 5 september 2015   | Krigen                                                        | Denemarken                                                  | Filmfestival van Venetië                                                                |
| 5 september 2015   | L'attesa                                                      | Italië / Frankrijk                                          | Filmfestival van Venetië                                                                |
| 6 september 2015   | L'Hermine                                                     | Frankrijk                                                   | Filmfestival van Venetië                                                                |
| 6 september 2015   | A Bigger Splash                                               | Italië / Frankrijk                                          | Filmfestival van Venetië                                                                |
| 7 september 2015   | Rabin, the Last Day                                           | Israël / Frankrijk                                          | Filmfestival van Venetië                                                                |
| 7 september 2015   | The Endless River                                             | Zuid-Afrika / Frankrijk                                     | Filmfestival van Venetië                                                                |
| 7 september 2015   | Maze Runner: The Scorch Trials                                | Verenigde Staten                                            | Buenos Aires                                                                            |
| 8 september 2015   | Abluka                                                        | Turkije / Frankrijk / Qatar                                 | Filmfestival van Venetië                                                                |
| 8 september 2015   | Anomalisa                                                     | Verenigde Staten                                            | Filmfestival van Venetië (animatiefilm)                                                 |
| 8 september 2015   | Heart of a Dog                                                | Verenigde Staten                                            | Filmfestival van Venetië                                                                |
| 8 september 2015   | Sangue del mio sangue                                         | Italië / Frankrijk / Zwitserland                            | Filmfestival van Venetië                                                                |
| 9 september 2015   | 11 minut                                                      | Polen / Ierland                                             | Filmfestival van Venetië                                                                |
| 10 september 2015  | Desde allá                                                    | Venezuela / Mexico                                          | Filmfestival van Venetië Winnaar Gouden Leeuw                                           |
| 10 september 2015  | Remember                                                      | Canada / Duitsland                                          | Filmfestival van Venetië                                                                |
| 10 september 2015  | Demolition                                                    | Verenigde Staten                                            | Internationaal filmfestival van Toronto (openingsfilm)                                  |
| 10 september 2015  | Schone handen                                                 | Nederland                                                   |                                                                                         |
| 10 september 2015  | Under sandet (Land of Mine)                                   | Denemarken / Duitsland                                      | Internationaal filmfestival van Toronto Dragon Award Best Nordic Film 2016              |
| 11 september 2015  | Black                                                         | België                                                      | Internationaal filmfestival van Toronto                                                 |
| 11 september 2015  | Bēixī móshòu (Behemoth)                                       | China / Frankrijk                                           | Filmfestival van Venetië                                                                |
| 11 september 2015  | Per amor vostro                                               | Italië / Frankrijk                                          | Filmfestival van Venetië                                                                |
| 11 september 2015  | Café Derby                                                    | België                                                      | Filmfestival Oostende (openingsfilm)                                                    |
| 11 september 2015  | Eye in the Sky                                                | Verenigd Koninkrijk                                         | Internationaal filmfestival van Toronto                                                 |
| 11 september 2015  | The Martian                                                   | Verenigde Staten                                            | Internationaal filmfestival van Toronto                                                 |
| 11 september 2015  | I Saw the Light                                               | Verenigde Staten                                            | Internationaal filmfestival van Toronto                                                 |
| 11 september 2015  | Ya tayr el tayer (The Idol)                                   | Palestina                                                   | Internationaal filmfestival van Toronto                                                 |
| 11 september 2015  | Our Brand Is Crisis                                           | Verenigde Staten                                            | Internationaal filmfestival van Toronto                                                 |
| 11 september 2015  | Un plus une                                                   | Frankrijk                                                   | Internationaal filmfestival van Toronto                                                 |
| 12 september 2015  | Lao pao er (Mr. Six)                                          | China                                                       | Filmfestival van Venetië (slotfilm)                                                     |
| 12 september 2015  | About Ray                                                     | Verenigde Staten                                            | Internationaal filmfestival van Toronto                                                 |
| 12 september 2015  | Les Chevaliers blancs                                         | België / Frankrijk                                          | Internationaal filmfestival van Toronto                                                 |
| 12 september 2015  | The Intern                                                    | Verenigde Staten                                            | Filmfestival Oostende                                                                   |
| 12 september 2015  | Hardcore Henry                                                | Rusland / Verenigde Staten                                  | Internationaal filmfestival van Toronto                                                 |
| 12 september 2015  | Into the Forest                                               | Canada                                                      | Internationaal filmfestival van Toronto                                                 |
| 12 september 2015  | The Lady in the Van                                           | Verenigde Staten                                            | Internationaal filmfestival van Toronto                                                 |
| 12 september 2015  | Maggie's Plan                                                 | Verenigde Staten                                            | Internationaal filmfestival van Toronto                                                 |
| 12 september 2015  | Parched                                                       | India / Verenigde Staten                                    | Internationaal filmfestival van Toronto                                                 |
| 12 september 2015  | Phantom Boy                                                   | Frankrijk / België                                          | Internationaal filmfestival van Toronto                                                 |
| 12 september 2015  | Trumbo                                                        | Verenigde Staten                                            | Internationaal filmfestival van Toronto                                                 |
| 12 september 2015  | Truth                                                         | Verenigde Staten                                            | Internationaal filmfestival van Toronto                                                 |
| 12 september 2015  | Ville-Marie                                                   | Canada                                                      | Internationaal filmfestival van Toronto                                                 |
| 12 september 2015  | Miss You Already                                              | Verenigd Koninkrijk                                         | Internationaal filmfestival van Toronto                                                 |
| 13 september 2015  | Beeba Boys                                                    | Canada                                                      | Internationaal filmfestival van Toronto                                                 |
| 13 september 2015  | Freeheld                                                      | Verenigde Staten                                            | Internationaal filmfestival van Toronto                                                 |
| 13 september 2015  | The Paradise Suite                                            | Nederland / Zweden / Bulgarije                              | Internationaal filmfestival van Toronto                                                 |
| 13 september 2015  | The Program                                                   | Verenigd Koninkrijk                                         | Internationaal filmfestival van Toronto                                                 |
| 13 september 2015  | Born to Be Blue                                               | Canada / Verenigd Koninkrijk                                | Internationaal filmfestival van Toronto                                                 |
| 13 september 2015  | Colonia                                                       | Duitsland / Luxemburg / Frankrijk                           | Internationaal filmfestival van Toronto                                                 |
| 13 september 2015  | Desierto                                                      | Mexico                                                      | Internationaal filmfestival van Toronto                                                 |
| 13 september 2015  | Belles Familles                                               | Frankrijk                                                   | Internationaal filmfestival van Toronto                                                 |
| 13 september 2015  | Sunset Song                                                   | Verenigd Koninkrijk / Luxemburg                             | Internationaal filmfestival van Toronto                                                 |
| 14 september 2015  | Being Charlie                                                 | Verenigde Staten                                            | Internationaal filmfestival van Toronto                                                 |
| 14 september 2015  | Talvar                                                        | India                                                       | Internationaal filmfestival van Toronto                                                 |
| 14 september 2015  | The Meddler                                                   | Verenigde Staten                                            | Internationaal filmfestival van Toronto                                                 |
| 14 september 2015  | D'Ardennen                                                    | België                                                      | Internationaal filmfestival van Toronto                                                 |
| 14 september 2015  | The Dressmaker                                                | Australië                                                   | Internationaal filmfestival van Toronto                                                 |
| 14 september 2015  | Hyena Road                                                    | Canada                                                      | Internationaal filmfestival van Toronto                                                 |
| 15 september 2015  | Septembers of Shiraz                                          | Verenigde Staten                                            | Internationaal filmfestival van Toronto                                                 |
| 16 september 2015  | Forsaken                                                      | Canada                                                      | Internationaal filmfestival van Toronto                                                 |
| 16 september 2015  | Sado (The Throne)                                             | Zuid-Korea                                                  |                                                                                         |
| 17 september 2015  | Mi amiga del parque                                           | Argentinië / Uruguay                                        |                                                                                         |
| 17 september 2015  | The Man Who Knew Infinity                                     | Verenigd Koninkrijk                                         | Internationaal filmfestival van Toronto                                                 |
| 18 september 2015  | Cafard                                                        | België                                                      | Filmfestival Oostende (slotfilm)                                                        |
| 18 september 2015  | Angry Indian Goddesses                                        | India                                                       | Internationaal filmfestival van Toronto                                                 |
| 18 september 2015  | Regression                                                    | Canada / Spanje                                             | Internationaal filmfestival van San Sebastian                                           |
| 19 september 2015  | Mr. Right                                                     | Verenigde Staten                                            | Internationaal filmfestival van Toronto                                                 |
| 20 september 2015  | Pan                                                           | Verenigde Staten                                            | Londen                                                                                  |
| 20 september 2015  | Tjuvheder                                                     | Zweden                                                      | Internationaal filmfestival van San Sebastian                                           |
| 23 september 2015  | Moira                                                         | Georgië                                                     | Internationaal filmfestival van San Sebastian                                           |
| 23 september 2015  | Parasol                                                       | België                                                      | Internationaal filmfestival van San Sebastian                                           |
| 24 september 2015  | Holland: Natuur in de Delta                                   | Nederland                                                   |                                                                                         |
| 25 september 2015  | Crimson Peak                                                  | Verenigde Staten                                            | Fantastic Fest                                                                          |
| 26 september 2015  | Gridlocked                                                    | Canada                                                      | Fantastic Fest                                                                          |
| 26 september 2015  | The Walk                                                      | Verenigde Staten                                            | Filmfestival van New York                                                               |
| 3 oktober 2015     | Goosebumps                                                    | Verenigde Staten                                            | San Diego Film Festival                                                                 |
| 6 oktober 2015     | Er ist wieder da                                              | Duitsland                                                   |                                                                                         |
| 6 oktober 2015     | Les Ogres                                                     | Frankrijk                                                   | Festival International du Film de Saint-Jean-de-Luz                                     |
| 8 oktober 2015     | Popoz                                                         | Nederland                                                   |                                                                                         |
| 13 oktober 2015    | The Last Witch Hunter                                         | Verenigde Staten                                            | New York                                                                                |
| 15 oktober 2015    | Schellen-Ursli                                                | Zwitserland                                                 |                                                                                         |
| 16 oktober 2015    | Problemski Hotel                                              | België                                                      | Film Fest Gent                                                                          |
| 17 oktober 2015    | Lo chiamavano Jeeg Robot                                      | Italië                                                      | Internationaal filmfestival van Rome                                                    |
| 18 oktober 2015    | Brak                                                          | België                                                      | Film Fest Gent                                                                          |
| 18 oktober 2015    | Burnt                                                         | Verenigde Staten                                            | New York                                                                                |
| 20 oktober 2015    | Bridge of Spies                                               | Verenigde Staten                                            | New York                                                                                |
| 20 oktober 2015    | F.C. De Kampioenen 2: Jubilee General                         | België                                                      |                                                                                         |
| 22 oktober 2015    | Rock the Kasbah                                               | Verenigde Staten                                            | Film Fest Gent                                                                          |
| 23 oktober 2015    | Scouts Guide to the Zombie Apocalypse                         | Verenigde Staten                                            |                                                                                         |
| 26 oktober 2015    | Spectre                                                       | Verenigd Koninkrijk                                         | Royal Albert Hall Londen                                                                |
| 28 oktober 2015    | Ay Ramon!                                                     | België                                                      | Sinterklaasfilm                                                                         |
| 4 november 2015    | The Hunger Games: Mockingjay - Part 2                         | Verenigde Staten                                            | Berlijn                                                                                 |
| 4 november 2015    | Love the Coopers                                              | Verenigde Staten                                            |                                                                                         |
| 5 november 2015    | By the Sea                                                    | Verenigde Staten                                            | AFI Fest                                                                                |
| 6 november 2015    | The Condemned 2                                               | Verenigde Staten                                            |                                                                                         |
| 10 november 2015   | Concussion                                                    | Verenigde Staten                                            | AFI Fest                                                                                |
| 10 november 2015   | The Good Dinosaur                                             | Verenigde Staten                                            | Parijs                                                                                  |
| 10 november 2015   | Victor Frankenstein                                           | Verenigde Staten                                            | New York                                                                                |
| 11 november 2015   | Secret in Their Eyes                                          | Verenigde Staten                                            | Los Angeles                                                                             |
| 12 november 2015   | The Big Short                                                 | Verenigde Staten                                            | AFI Fest                                                                                |
| 19 november 2015   | Creed                                                         | Verenigde Staten                                            | Los Angeles                                                                             |
| 20 november 2015   | Criminal Activities                                           | Verenigde Staten                                            |                                                                                         |
| 20 november 2015   | The Night Before                                              | Verenigde Staten                                            |                                                                                         |
| 22 november 2015   | The Lion Guard: Return of the Roar                            | Verenigde Staten                                            | Disney Channel (televisiefilm)                                                          |
| 25 november 2015   | Wat mannen willen                                             | België                                                      |                                                                                         |
| 1 december 2015    | Point Break                                                   | Verenigde Staten                                            | Peking                                                                                  |
| 2 december 2015    | In the Heart of the Sea                                       | Verenigde Staten                                            | Londen                                                                                  |
| 2 december 2015    | Fashion Chicks                                                | Nederland                                                   |                                                                                         |
| 3 december 2015    | Hallo bungalow                                                | Nederland                                                   |                                                                                         |
| 4 december 2015    | Chi-Raq                                                       | Verenigde Staten                                            |                                                                                         |
| 8 december 2015    | The Hateful Eight                                             | Verenigde Staten                                            | Cinema Dome                                                                             |
| 9 december 2015    | Dummie de Mummie en de Sfinx van Shakaba                      | Nederland                                                   |                                                                                         |
| 9 december 2015    | Manifesto                                                     | Australië / Duitsland                                       | Australian Centre for the Moving Image                                                  |
| 9 december 2015    | Mega Mindy versus Rox                                         | België                                                      |                                                                                         |
| 10 december 2015   | Bon Bini Holland                                              | Nederland                                                   |                                                                                         |
| 10 december 2015   | Publieke Werken                                               | Nederland                                                   |                                                                                         |
| 10 december 2015   | Safety First: The Movie                                       | België                                                      |                                                                                         |
| 13 december 2015   | Halal Love                                                    | Libanon / Duitsland / Verenigde Arabische Emiraten          | Internationaal filmfestival van Dubai                                                   |
| 14 december 2015   | Star Wars: Episode VII: The Force Awakens                     | Verenigde Staten                                            | Los Angeles                                                                             |
| 16 december 2015   | The Revenant                                                  | Verenigde Staten                                            | TCL Chinese Theatre                                                                     |
| 18 december 2015   | Alvin and the Chipmunks: The Road Chip                        | Verenigde Staten                                            |                                                                                         |
| 18 december 2015   | Open Season: Scared Silly                                     | Verenigde Staten                                            |                                                                                         |
| 25 december 2015   | Daddy's Home                                                  | Verenigde Staten                                            |                                                                                         |
| 25 december 2015   | Córki dancingu (The Lure)                                     | Polen                                                       |                                                                                         |
| 25 december 2015   | Joy                                                           | Verenigde Staten                                            |                                                                                         |
| 25 december 2015   | En man som heter Ove                                          | Zweden                                                      |                                                                                         |
| 25 december 2015   | Lukas & Abel: Vleugelbroertjes                                | Oostenrijk                                                  |                                                                                         |
| 30 december 2015   | Je compte sur vous                                            | Frankrijk                                                   |                                                                                         |
| 30 december 2015   | Ta mère!                                                      | Frankrijk                                                   |                                                                                         |
| 31 december 2015   | Detective Chinatown                                           | China                                                       |                                                                                         |

1870-1879 · 1880-1889 · 1890 · 1891 · 1892 · 1893 · 1894 · 1895 · 1896 · 1897 · 1898 · 1899 · 1900 · 1901 · 1902 · 1903 · 1904 · 1905 · 1906 · 1907 · 1908 · 1909 · 1910 · 1911 · 1912 · 1913 · 1914 · 1915 · 1916 · 1917 · 1918 · 1919 · 1920 · 1921 · 1922 · 1923 · 1924 · 1925 · 1926 · 1927 · 1928 · 1929 · 1930 · 1931 · 1932 · 1933 · 1934 · 1935 · 1936 · 1937 · 1938 · 1939 · 1940 · 1941 · 1942 · 1943 · 1944 · 1945 · 1946 · 1947 · 1948 · 1949 · 1950 · 1951 · 1952 · 1953 · 1954 · 1955 · 1956 · 1957 · 1958 · 1959 · 1960 · 1961 · 1962 · 1963 · 1964 · 1965 · 1966 · 1967 · 1968 · 1969 · 1970 · 1971 · 1972 · 1973 · 1974 · 1975 · 1976 · 1977 · 1978 · 1979 · 1980 · 1981 · 1982 · 1983 · 1984 · 1985 · 1986 · 1987 · 1988 · 1989 · 1990 · 1991 · 1992 · 1993 · 1994 · 1995 · 1996 · 1997 · 1998 · 1999 · 2000 · 2001 · 2002 · 2003 · 2004 · 2005 · 2006 · 2007 · 2008 · 2009 · 2010 · 2011 · 2012 · 2013 · 2014 · 2015 · 2016 · 2017 · 2018 · 2019 · 2020 · 2021 · 2022 · 2023 · 2024 · 2025